# 좋은사람들 (기업)
좋은사람들은 대한민국의 속옷, 란제리 제조 회사이다. 좋은사람들의 속옷 브랜드로 섹시쿠키, 제임스딘, 보디가드, 퍼스트올로, 돈앤돈스, YES 등이 있다.

## 기업 연혁
- 1993년  5월 : 좋은사람들 주식회사 설립
- 1994년  4월 : 제임스딘 출시
- 1995년  5월 : 보디가드 출시
- 1996년  7월 : 사랑의 학비지원[1] TVCF 인기리에 광고 출현.
- 1997년  6월 : 돈앤돈스 출시
- 1998년  1월 : 신감각 내의 생산
- 1999년  8월 : (주)좋은사람들 사명 변경
- 2000년  5월 : 란제리 내의 생산
- 2001년  4월 : 보디가드 생산[2]
- 2002년  5월 : 돈앤돈스 생산
- 2003년  5월 : 본사로 이전 (서울시 마포구 양화로 162)
- 2004년  1월 : YES출시
- 2005년  4월 : 섹시쿠키 출시
- 2006년  7월 : 퍼스트올로 출시
- 2007년  5월 : YES 브래지어 생산.
- 2008년  7월 : 섹시쿠키 생산.
- 2009년  5월 : 좋은사람들 현 새 CI 선언
- 2010년  7월 : 란제리 브랜드 생산
- 2013년  5월 : 좋은사람들 동교캠퍼스 진행
- 2013년  7월 : 베비라 상표권 인수[3]
- 2015년  6월 : 좋은사람들 아카데미 란제리 생산.
- 2018년  2월 : 여성 기능성 팬티 "똑똑한 위생 팬티" 똑생 런칭
- 2018년  3월 : 조민 대표이사 취임
- 2018년  5월 : 여성 기능성 브라 '라이프 고즈 온 브라' 라이프브라 런칭
- 2022년 10월 : 최대주주 변경(CREDIT SUISSE AG → 주식회사 우리인터텍스 외 2인)
- 2023년  1월 : 이성현 대표이사 취임
- 2023년  5월 : 좋은사람들 30주년 행사 진행
- 2023년  8월 : 김관승 대표이사 선임(각자대표)

## 속옷 브랜드
- 보디가드
- 돈앤돈스
- 퍼스트올로
- YES
- 섹시쿠키
- 제임스딘
- 리바이스 바디웨어